# Aganippe (Béotie)
Pour les articles homonymes, voir Aganippe.

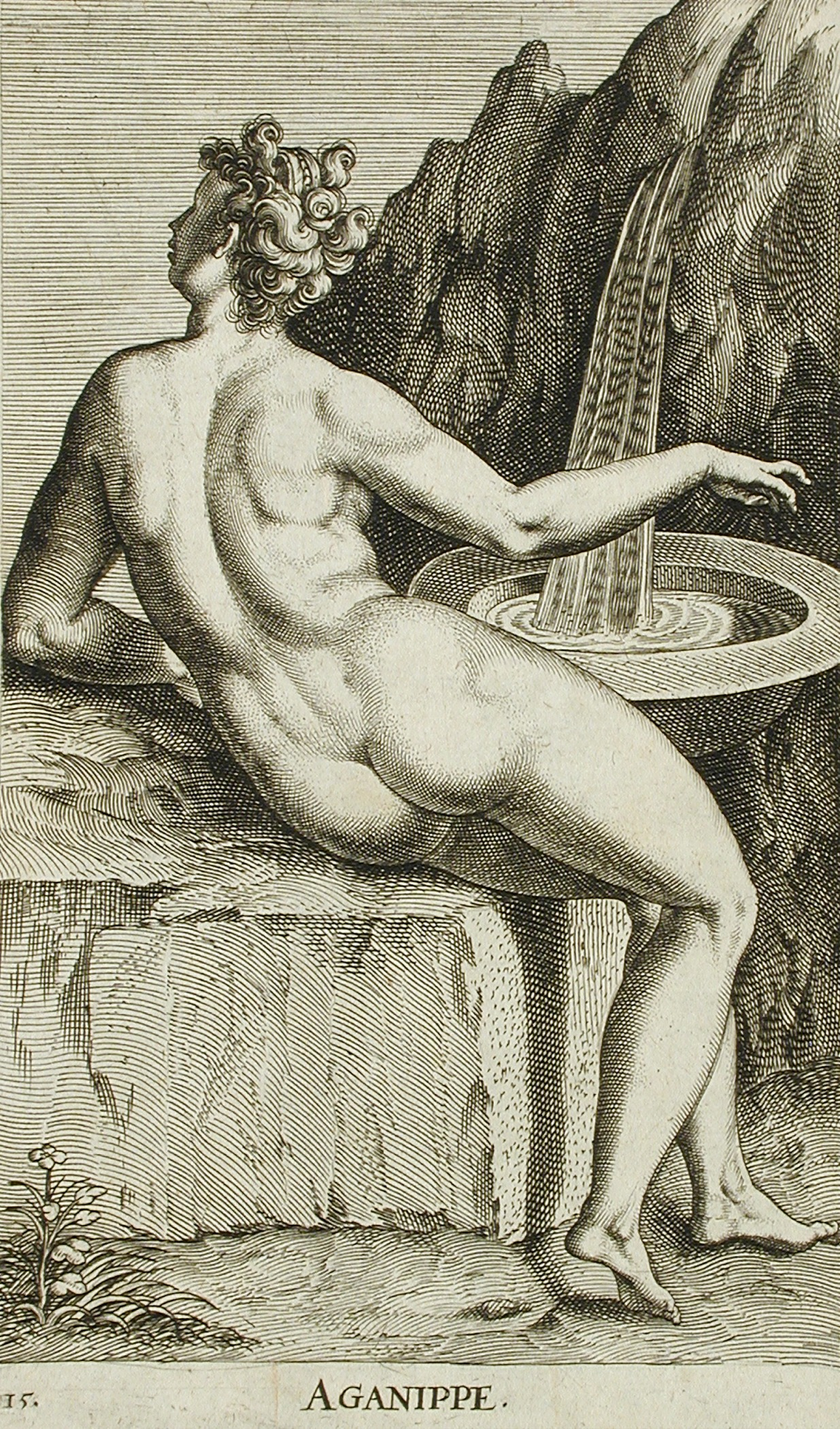
Aganippe. Gravure de 1587.

Dans la mythologie grecque, Aganippe, fille du dieu fleuve Permessos ou Termessos, est une nymphe associée à une source. Elle coulait au pied de l'Hélicon, en Béotie. Les Muses en ont fait une source sacrée, quiconque en boit trouve l'inspiration .

## Naissance
Un jour, la fontaine Aganippe jaillit sous le sabot du cheval ailé Pégase. 